# Стереогенний центр
Стереогенний центр (англ. stereogenic centre) — центральний атом у молекулі, оточений різними атомами або групами атомів. Характерною його ознакою є те, що обмін місцями будь-яких двох атомів або груп біля нього призводить до появи нового стереоізомера, який не може суміститися з вихідним. Наявність стереогенного центру зумовлює хіральність молекули, хоча молекула може мати хіральність, не маючи хірального центру, а також може мати кілька стереогенних центрів.
Цей термін можна розглядати як розширення концепції асиметричного атома Карбону на центральний атом будь-якого елемента. Наприклад, різнозаміщені атоми: C — у вуглеводнях, N — в амонієвих солях, S — в сульфоксидах, при чому тут роль одної з груп відіграє вільна пара електронів.